# Gerlach van der Capellen
Gerlach van der Capellen (Zutphen, 25 oktober 1543 – Arnhem, 22 september 1625) was heer van Rijsselt (vanaf 1584) en heer van de Boedelhof (vanaf 1601). Hij  was kanselier van het Hof van Gelre.

## Familie
Van der Capellen was lid van het geslacht Van der Capellen en de oudste zoon van Hendrik van der Capellen (1516-1582) en Judith Slindewater. Zijn vader was burgemeester van Zutphen en gehaat bij de Spanjaarden. Hij was gehuwd met Margaretha Schimmelpenninck van der Oye tot den Engelenburg. Zij hadden twee zoons, Hendrik (?-1659) en Alexander (ca. 1590/1600-1656), en vier dochters.

## Loopbaan
Gerlach studeerde rechten in Bourges en godgeleerdheid aan de Universiteit van Genève. Hij bezocht de hogescholen van Bazel en Heidelberg. Verder bekwaamde hij zich in  Rome en in verschillende andere Italiaanse steden.
In 1578 kreeg hij het bevel over de burgersoldaten van Zutphen en Deventer en ontzette hij Doetinchem, dat bezet was door de Spaanse bevelhebber Maarten Schenk. In 1580 werd hij lid van de raad van het Hof van Gelre en afgevaardigde van de Unie van Utrecht. Na het overlijden van Gerard Voet in 1607 volgde hij deze op als kanselier van het Hof.